# Oxygonum altissimum
Oxygonum altissimum är en slideväxtart som beskrevs av G. Germishuizen. Oxygonum altissimum ingår i släktet Oxygonum och familjen slideväxter. Inga underarter finns listade i Catalogue of Life.